# الجبهة الثورية الديمقراطية الشعبية الإثيوبية
الجبهة الثورية الديمقراطية الشعبية الإثيوبية (بالأمهرية: የኢትዮጵያ ሕዝቦች አብዮታዊ ዲሞክራሲያዊ ግንባር ) هو ائتلاف الأحزاب الحاكمة في إثيوبيا.
حصلت الجبهة على 327 مقعد في انتخابات مايو 2005م، من أصل 527 في مجلس نواب الشعب.
وتضم أربعة كيانات:
- المنظمة الديمقراطية لشعوب أورومو
- حركة أمهرة الوطنية الديمقراطية
- حركة شعب جنوب أثيوبيا الديمقراطية
- جبهة تحرير شعب تيغراي